# Сарненська районна бібліотека для дітей
Сарненська районна бібліотека для дітей заснована в 1948 році. Розташована книгозбірня в м. Сарни Рівненської області. На сьогоднішній день вона є культурно-інформаційним центром з широкими можливостями для спілкування, культурного та духовного розвитку юних громадян. Надає вичерпну інформацію читачам на допомогу освіті, самоосвіті та реалізації особистих якостей дитини. Головне завдання дитячої бібліотеки — привити дітям любов до читання та книги, зробити його привабливим і улюбленим заняттям.  Послугами книгозбірень користується щорічно 53 000  читачів, яким видається 91927 прим. книг.  Фонд закладу універсальний за змістом, нараховує майже 28 тисяч примірників книг та 36 назв періодичних видань.

## Історія дитячої бібліотеки
Перша публічна бібліотека в Сарнах, хати-читальні у селах району були відкриті у 1939 році. Діяльність бібліотеки, перервану другою світовою війною відновили у 1945 році. Перша публічна бібліотека в Сарнах була розміщена у звичайній хаті на перехресті вулиць Соборної та Широкої. Хати-читальні у селах району були відкриті у 1939 році. Центральна районна бібліотека обслуговувала читачів 7-ми пересувних бібліотечних пунктах. У 1948 році заведена інвентарна книга на фонд районної бібліотеки.
Вже на початку своєї діяльності бібліотека спрямувала зусилля на допомогу ліквідації безпритульності населення. З цією метою були налагоджені тісні контакти зі школярами, іншими освітніми закладами. Для читачів проводилися голосні читання, політінформації, огляди літератури, оформлялися бібліотечні плакати, книжкові виставки до знаменних і пам'ятних дат. Поступово бібліотека розширювала сферу впливу, форми і методи пропаганди книг, популярності серед читачів набули обговорення книг, читацькі конференції, колективні бесіди, бібліографічні огляди літератури, спрямовані на підвищення їх загальноосвітнього рівня культури, професійно-виробничих навичок. У 1948 році в бібліотеці працювали два працівники, Петрова Марія Миколаївна та Іволга Алла Петрівна. Вони завели інвентарну книгу на фонд районної бібліотеки. У 1951 - 1953 рр. районну бібліотеку очолювала Бєляєва Любов Іванівна. У 1954 році після закінчення Харківського інституту культури, районну бібліотеку очолила Шкодич Лідія Романівна. Крім неї в бібліотеці працювали ще три спеціалісти: бібліотекар абонементу Дехтяренко Віра Павлівна, бібліотекар читального залу Дієва Ліна Євгенівна, бібліотекар пересувного фонду, він же методист, Городнюк Микола Павлович.
Книги централізовано привозили з бібколектору, а бібліотекар пересувного фонду розподіляв їх по селах, також книгозбірні поповнювалися літературою з бібліотек Східної України. Щорічне надходження видань на одну бібліотеку складало 100 - 150 примірників. У цьому ж 1954 р., районну бібліотеку перемістили в приміщення з 4-х кімнат на вулицю Кірова нині вул. Просвіти. 1956 - 1957 рр. завідувачкою районної бібліотеки працювала Дієва Ліна Євгенівна. Методичний відділ при районній бібліотеці почав функціонувати з 1959 року. Загальний книжковий фонд масових бібліотек на 1 січня 1960 року становив 152541 тис. прим. книг. Ним користувалося 9649 тис. читачів, які за рік прочитали 175 950 тис. книг. Характерним для періоду 60-х - 70-х років є історичне оновлення та поліпшення ядра фонду ЦРБ за рахунок книг цільового призначення. Складовою частиною нових надходжень стали аудіовізуальні матеріали, звукозаписи, ноти тощо.
У 1989-1990 рр. на базі Сарненської ЦРБ функціонувала Республіканська школа передового досвіду з питань управління формуванням бібліотечних фондів. Протягом 1995 - 1997 рр. відбулися зміни в організаційно-методичній діяльності ЦРБ. Методичний відділ готує сценарії та забезпечує проведення цікавих масових заходів, запроваджує окремі елементи бібліотечного маркетингу, зокрема здійснює рекламу бібліотек та їх послуг. Ринок диктує свої умови для бібліотек. Йде пошук нових форм роботи. В бібліотеках району з 1997 року запроваджуються платні послуги. У 2002 році відбулося об'єднання шкільних та публічних бібліотек, на основі цього було створено нову структуру - централізовану систему публічно-шкільних бібліотек.